# NGC 1990
NGC 1990 is een reflectienevel in het sterrenbeeld Orion. Het hemelobject werd op 1 februari 1786 ontdekt door de Duits-Britse astronoom William Herschel.

## De middelste van de drie gordelsterren
NGC 1990 is de reflectienevel van de ster epsilon Orionis (46 Orionis, Alnilam), beter bekend als de middelste van de drie gordelsterren van Orion.

## Synoniemen
- LBN 940